# Kloosterkerk Sint-Vitus (Gröningen)
De Kloosterkerk Sint-Vitus is een kloosterkerk van een voormalig benedictijns klooster in het stadsdeel Kloster Gröningen van de Duitse gemeente Gröningen, Saksen-Anhalt.

## Kloostergeschiedenis
Het benedictijnse klooster werd gesticht op het huidige stadsgebied van Gröningen vanuit de Abdij van Corvey. Het bestond van het jaar 936 tot de opheffing van het monastieke leven in 1550. De kloosterkerk ligt aan de Straße der Romanik, een route langs 60 steden en dorpen met indrukwekkende monumenten uit de periode van de 10e tot 13e eeuw.

## De Kloosterkerk Sint-Vitus

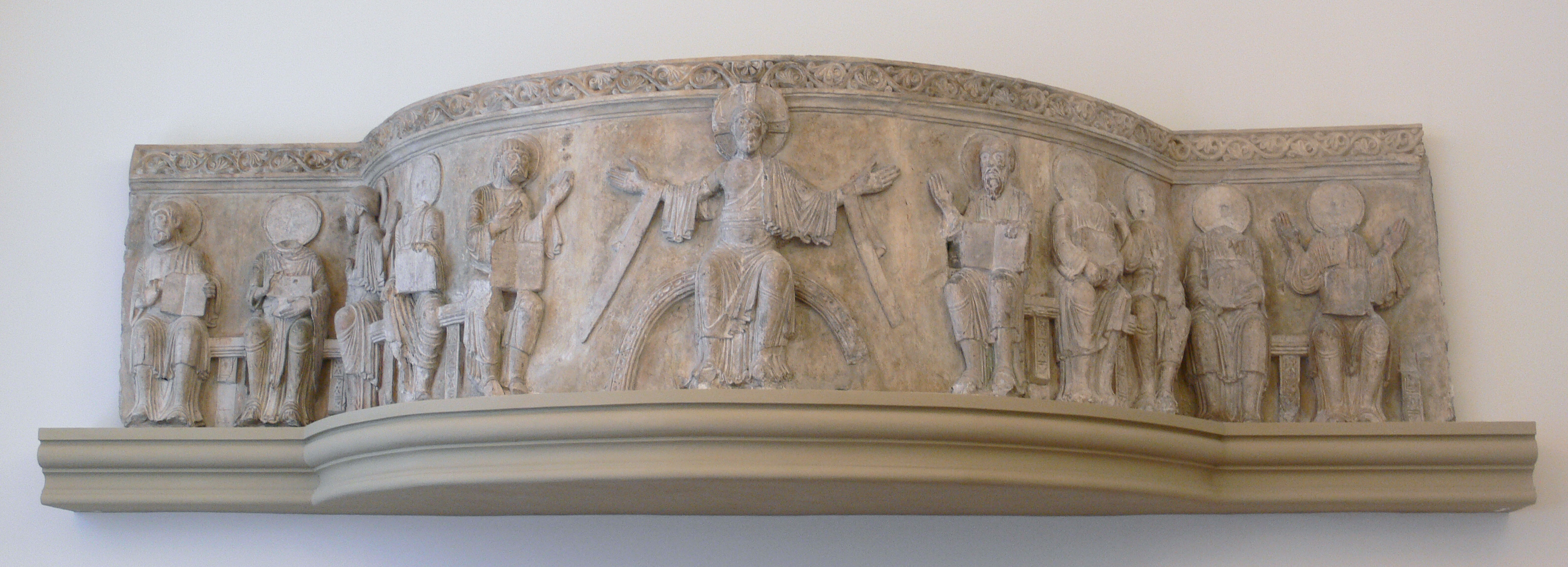
De balustrade uit 1160-1170 met Christus als Wereldrechter omgeven door de apostelen

De aan Sint-Vitus gewijde kloosterkerk ligt op een kleine verhoging in het land en werd in 940 door abt Volkmar I uit Corvey gewijd. Rond 1200 werd de kerk verbouwd tot een drieschepige basiliek.
Bijzonder is de achthoekige vieringstoren.
In de kerk bevindt zich een orgelgalerij, waarvan de balustrade met figuurlijke reliëfs van Jezus en Zijn apostelen is versierd. Het origineel bevindt zich tegenwoordig in het Bode-Museum in Berlijn en is het laatst overgebleven grote beeldhouwwerk van Duitsland van rond 1170. De kopie die zich in de kerk bevindt werd voorzien van de kleuren op basis van op het origineel aangetroffen verfresten. Bezienswaardig zijn ook een romaans doopvont, enkele fresco's aan het tongewelf van de kapel, een reliëf van een engel en een rankentympaanreliëf uit de 13e eeuw. Aandacht verdienen eveneens de fraai bewerkte romaanse kapitelen van de zuilen.